# Garcinia brevirostris
Garcinia brevirostris là một loài thực vật có hoa trong họ Bứa. Loài này được Scheff. mô tả khoa học đầu tiên năm 1870.